# Bảo tàng Khu vực ở Wola Osowińska
Bảo tàng Khu vực ở Wola Osowińska (tiếng Ba Lan: Muzeum Regionalne w Woli Osowińskiej) là một bảo tàng tọa lạc tại Phố 22 tháng 7, làng Wola Osowińska, xã Borki, huyện Radzyński, tỉnh Lubelskie, Ba Lan.
Mục tiêu hoạt động của Bảo tàng là thu thập và triển lãm các hiện vật và kỷ vật có liên quan đến lịch sử của Wola Osowińska và lối sống của cư dân vùng nông thôn và khu vực xung quanh.

## Lịch sử hình thành
Bảo tàng Khu vực ở Wola Osowińska được thành lập vào năm 1977 theo khởi xướng của Wacław Tuwalski - chủ tịch lúc bấy giờ của Hội Khu vực ở Wola Osowińska.
Trụ sở của Bảo tàng Khu vực là một tòa nhà được xây dựng vào hai năm 1934 và 1935. Từ khi xây dựng đến nay, tòa nhà này lần lượt được dùng làm trụ sở của Trường Tổng hợp ở Wola Osowikaska (hoạt động ở đây cho đến năm 1949), Hội đồng Quốc gia Gromadzka (từ thập niên 1950 đến nửa cuối thập niên 1960), Trung tâm Văn hóa Thành phố và Câu lạc bộ Nông dân (từ năm 1976 đến đầu những năm 2000). Hiện tại, chỉ có Bảo tàng Khu vực hoạt động tại đây.

## Triển lãm
Các bộ sưu tập của Bảo tàng Khu vực ở Wola Osowińska chiếm sáu phòng của tòa nhà trụ sở, bao gồm: công cụ dùng trong nông nghiệp, dụng cụ nhà bếp cũ, đồ nội thất cũ, bản ghi âm những bài hát cổ của Wola Osowińska và khu vực lân cận, bản chép lại những câu chuyện được những cư dân lớn tuổi kể về cuộc sống trong Chiến tranh thế giới thứ hai, cuộc sống làm việc trong trang viên và các nghi lễ dân gian.